# Toracitas

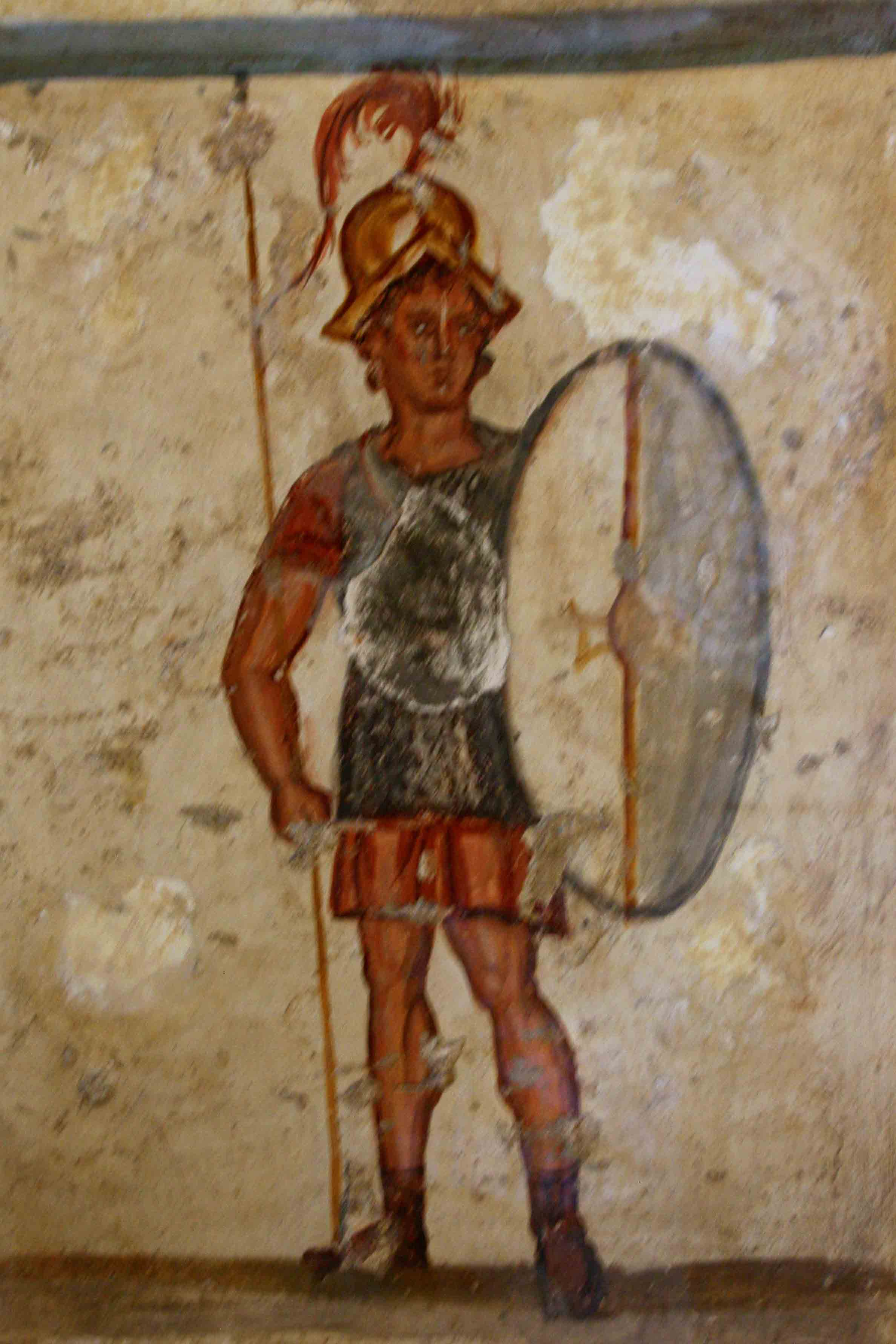
Fresco de Sidón del ., que representa a un toracita seléucida que lleva una cota de malla y un escudo (tureo). Museo Arqueológico de Estambul.

Los toracitas (en griego antiguo: θωρακίται, romanizado: thorakitai, en singular en griego antiguo: θωρακίτης, romanizado: thorakites) eran unos soldados de infantería de la Antigua Grecia similares a los tureóforos. La traducción literal del término es 'coraceros', lo que sugiere que podrían haberse cubierto con una cota de malla celta o posiblemente un linotórax.

## Papel
Fueron usados en los ejércitos helenísticos en una variedad de situaciones tácticas. Constituían un tipo de infantería acorazada y móvil, que no requería una formación rígida para ser efectiva en combate. De su nombre puede deducirse que la mayoría portaban armadura (combate) armadura y casco. Como arma defensiva empleaban un tureo, un escudo oblongo, e iban armados con espada, jabalina y lanza, utilizando unas u otras según la táctica a utilizar. Tal vez los toracitas eran tureóforos fuertemente armados, capaces de portar lanzas y luchar en una falange y también en ataques irregulares al enemigo en situaciones cuya actuación era requerida por razones tácticas, como aprovechar un terreno agreste y desafiar en él a sus contrincantes.
Una perspectiva sostiene que los toracitas fueron el último paso en el desarrollo de los peltastas. Otras perspectivas afirman que eran hoplitas con equipo más económico. Es posible que los autores romanos los consideraran imitadores de los legionarios.

## Historia
Los toracitas son mencionados dos veces en el ejército de la Liga Aquea  y una en el seléucida por Polibio. Los toracitas seléucidas fueron utilizados en el asalto de los Montes Elburz, en el año 210 a. C. dirigido por Antíoco III el Grande. Fueron utilizados con las tropas ligeras para escalar los precipicios y luchar cuerpo a cuerpo con los enemigos que no habían podido ser desalojados por aquellas en el asalto.
Existe una tumba en Sidón que representa como debió ser un toracita. La inscripción, fragmentaria, indica que era un anatolio.